# Долга Гора
Долга Гора (словен. Dolga Gora) — поселення в общині Шентюр, Савинський регіон, Словенія. 
Висота над рівнем моря: 441,6 м.